# Adrián Sardinero
Adrián Sardinero Corpa est un footballeur espagnol, né le 13 octobre 1990 à Leganés en Espagne. Il évolue comme attaquant.

## Carrière
| Saison    | Club              | Pays          | Championnat        | Coupes nationales | Coupes d'Europe  |
| --------- | ----------------- | ------------- | ------------------ | ----------------- | ---------------- |
| 2009-2010 | Getafe CF         | Liga BBVA     | -                  | 1 match           | -                |
| 2010-2011 | Getafe CF         | Liga BBVA     | 11 matchs / 1 but  | 1 match / 1 but   | 3 matchs / 1 but |
| 2011-2012 | Hércules Alicante | Liga Adelante | 29 matchs / 3 buts | 3 matchs / 1 but  | -                |
| 2012-2013 | Hércules Alicante | Liga Adelante | 39 matchs / 2 buts | 1 match           | -                |

Dernière mise à jour le 11 septembre 2013

## Palmarès
Coupe de Chypre : 2017